# Copa Chatham 2016
La Copa Chatham 2016 fue la 89va edición del torneo de fútbol más antiguo de Nueva Zelanda. Comenzó el 23 de abril y finalizó con el partido decisivo el 11 de septiembre, en el que el Birkenhead United logró su primer título al derrotar al Waitakere City.
130 equipos participantes de las diversas ligas regionales del país se registraron, cinco más que la edición anterior.

## Segunda ronda
Para ver los resultados de la primera ronda y la fase clasificatoria véase Clasificación para la Copa Chatham 2016.
Disputada entre el 4 y el 6 de junio.
| Local                | Resultado          | Visitante                |
| -------------------- | ------------------ | ------------------------ |
| Fencibles United     | 2 - 7              | Birkenhead United        |
| Melville United      | 2 - 3              | Mt Albert-Ponsonby       |
| Central United       | 4 - 2              | Cambridge                |
| Manukau City         | 1 - 1 (2 - 1 pen.) | North Shore United       |
| Eastern Suburbs      | 2 - 2 (4 - 2 pen.) | Hamilton Wanderers       |
| Internationale       | 1 - 8              | Waitemata                |
| Three Kings United   | 1 - 0              | Onehunga Sports          |
| Ranui Swanson        | 2 - 4              | Waiheke United           |
| Ngaruawahia United   | 0 - 5              | Western Springs          |
| Ellerslie            | 1 - 2 (t. e.)      | Metro                    |
| Papakura City        | 2 - 5              | East Coast Bays          |
| Tauranga City United | 0 - 1              | Bay Olympic              |
| Franklin United      | 3 - 7              | Forrest Hill Milford     |
| Te Atatu             | 4 - 2 (t. e.)      | Oratia United            |
| Bucklands Beach      | 1 - 5              | Hibiscus Coast           |
| Glenfield Rovers     | 0 - 1 (t. e.)      | Waitakere City           |
| Island Bay United    | 1 - 0              | Wellington United        |
| Lower Hutt City      | 0 - 2              | Miramar Rangers          |
| Upper Hutt City      | 5 - 0              | Havelock North Wanderers |
| New Plymouth Rangers | 0 - 3              | Palmerston North Marist  |
| Napier City Rovers   | 11 - 0             | Universidad Massey       |
| Kapiti Coast United  | 0 - 1              | North Wellington         |
| Tawa                 | 1 - 0              | Marist                   |
| Western Suburbs      | 1 - 2              | Wairarapa United         |
| Nelson               | 0 - 4              | Richmond Athletic        |
| Cashmere Technical   | 3 - 0              | Selwyn United            |
| Halswell United      | 0 - 1              | Universities             |
| Twenty 11            | 1 - 2              | Coastal Spirit           |
| Universidad de Otago | 0 - 4              | Caversham                |
| Dunedin Technical    | 6 - 0              | Thistle                  |
| Gore Wanderers       | 2 - 1              | Grant Braes              |
| Roslyn Wakari        | 0 - 3              | Queenstown Rovers        |

## Tercera ronda
Jugada el 25 y 26 de junio.
| Local                   | Resultado     | Visitante          |
| ----------------------- | ------------- | ------------------ |
| Forrest Hill Milford    | 5 - 2         | Mt Albert Ponsonby |
| Hibiscus Coast          | 0 - 1         | Waitakere City     |
| Metro                   | 1 - 3         | Three Kings United |
| Western Springs         | 0 - 2         | Birkenhead United  |
| East Coast Bays         | 4 - 2         | Eastern Suburbs    |
| Manukau City            | 0 - 2         | Bay Olympic        |
| Central United          | 1 - 2         | Waitemata City     |
| Te Atatu                | 5 - 3         | Waiheke United     |
| North Wellington        | 5 - 1         | Upper Hutt City    |
| Tawa                    | 0 - 2         | Wairarapa United   |
| Napier City Rovers      | 3 - 4 (t. e.) | Miramar Rangers    |
| Palmerston North Marist | 4 - 2         | Island Bay United  |
| Cashmere Technical      | 2 - 0         | Coastal Spirit     |
| Universities            | 3 - 0         | Richmond Athletic  |
| Dunedin Technical       | 1 - 2         | Caversham          |
| Queenstown Rovers       | 3 - 1         | Gore Wanderers     |

## Cuarta ronda
Jugada el 16 y 17 de julio.
| Local                   | Resultado | Visitante          |
| ----------------------- | --------- | ------------------ |
| Waitakere City          | 3 - 1     | Waitemata City     |
| Te Atatu                | 1 - 2     | Three Kings United |
| Forrest Hill Milford    | 3 - 0     | Bay Olympic        |
| East Coast Bays         | 3 - 5     | Birkenhead United  |
| Palmerston North Marist | 2 - 3     | North Wellington   |
| Wairarapa United        | 2 - 4     | Miramar Rangers    |
| Queenstown Rovers       | 0 - 1     | Caversham          |
| Universities            | 0 - 3     | Cashmere Technical |

## Cuartos de final
| 6 de agosto de 2016 | Waitakere City                                | 3:1 (1:1) | Caversham   | Fred Taylor Park, Whangarei |  |
|                     | Linderboom 19' · Manickum 57' · MacDonald 88' | Reporte   | Collier 15' |                             |  |

| 6 de agosto de 2016 | Cashmere Technical | 2:4 (1:3) | Miramar Rangers                                             | Garrick Park, Christchurch |  |
|                     | Schwarz 23' 80'    | Reporte   | Fleming 26' · Kirwan 28' · Peverley 45+3' (pen.) · Bott 76' |                            |  |

| 6 de agosto de 2016 | Three Kings United                                     | 6:1 (3:0) | North Wellington | Keith Hay Park, Auckland |  |
|                     | Pearce 30' 36' (pen.) 79' · Nash 42' · Philpot 58' 73' | Reporte   | Watanabe 74'     |                          |  |

| 7 de agosto de 2016 | Forrest Hill Milford | 0:3 (0:0) | Birkenhead United           | Becroft Park, Auckland |  |
|                     |                      | Reporte   | Cain 53' · Salter 77' 90+4' |                        |  |

## Semifinales
| 28 de agosto de 2016 | Birkenhead United          | 3:1 (2:1) | Miramar Rangers | Shepherd's Park, Auckland |  |
|                      | Smith · Darkwa · Galbraith | Reporte   | Kirwan          |                           |  |

| 28 de agosto de 2016 | Waitakere City                                          | 6:1 (3:0) | Three Kings United | Fred Taylor Park, Whangarei |  |
|                      | Rhodes · Hagan · Sage · Manickum · Olausen · Linderboom | Reporte   | Manko              |                             |  |

## Final
| 11 de septiembre de 2016 | Birkenhead United              | 3:2 (2:0) (t. s.) | Waitakere City                       | North Harbour Stadium, Auckland                        |                                                        |
|                          | Smith 23' 38' · Galbraith 111' | Reporte           | Manickum 86' · Linderboom 89' (pen.) | Asistencia: 4200 espectadores Árbitro(s): John Rowbury | Asistencia: 4200 espectadores Árbitro(s): John Rowbury |

| Bandera de Nueva Zelanda            |
| Campeón Birkenhead United 1º título |